# Jacques Poulain (philosophe)
 (mars 2017).
Pour les articles homonymes, voir Poulain (homonymie).
Pour le footballeur français, voir Jacques Poulain.
Jacques Poulain,né le 22 mai 1942 à Fienvillers, est un philosophe français.
Professeur émérite et titulaire de la chaire UNESCO de philosophie de la culture et des institutions à l'université Paris-VIII, il est docteur en philosophie de l'université Paris-Ouest Nanterre la Défense (1969).

## Biographie
Jacques Poulain, né le 22 mai 1942 à Fienvillers est agrégé de philosophie en 1968 et docteur d’État et des lettres de l’université de Nantes, mention philosophie en 1984. Marié avec Elfie Poulain (1966), professeure honoraire de langue et de littérature allemande à l'Université de Lille 3, ils ont deux enfants : Éliane (1970) et Béatrice (1972).
Professeur de philosophie à l’Université de Montréal (1968 - 1985), à l’université de Franche-Comté (1985 – 1988) et à l’université de Paris 8 (1988 - 2010) où il a dirigé le Département de philosophie de cette université (1988 – 2010), puis où il a été nommé professeur émérite depuis 2010, de 1968 à 1985, il a œuvré depuis Montréal à la rencontre des principales traditions philosophiques de langue française, de langue allemande et de langue anglaise en construisant un réseau de discussion internationale avec les philosophes les plus conscients des limites de ces traditions et en identifiant avec eux l’horizon commun de réflexion dans lequel pouvaient se formuler les problèmes posés par l’expérimentation totale contemporaine de l’homme et du monde.[Interprétation personnelle ?] Certains des résultats de ces rencontres ont été publiés dans la revue Critique pour ouvrir ces traditions les unes aux autres.
Vice-président à l’international et directeur de programmes du Collège international de philosophie de 1985 à 1992, il y a organisé et animé la discussion internationale en philosophie en soumettant les transformations pragmatiques de la philosophie à une critique de vérité de leurs descriptions du langage dans l’horizon d’une anthropobiologie philosophique du langage. Cette discussion s'est effectuée dans une série de conférences, de séminaires et de colloques centrée sur les rapports de la pragmatique du langage et du discours philosophique. Certaines de ces interventions ont été publiées dans la collection « La philosophie en commun » créée en 1991 aux Éditions L'Harmattan en codirection avec P. Vermeren et S. Douailler.
Nommé titulaire de la chaire UNESCO de philosophie de la culture et des institutions (à vocation européenne) en 1996 pour organiser la mise en application des résultats de cette discussion internationale, il a aidé P. Vermeren, chargé de mission de l’UNESCO, à organiser le réseau des chaires UNESCO de philosophie dans différentes régions du monde, puis a animé le dialogue des philosophes européens avec leurs collègues du Moyen-Orient avec l’appui de F. Triki, C. Wulf, H.-J. Sandkühler. Les actes de quelques-uns de ces colloques sont parus en arabe aux Éditions de l’Université de Tunis, en français dans la collection « Perspectives transculturelles » aux Éditions L’Harmattan, et en allemand dans la collection « Philosophie und Transculturalität » aux Éditions Peter Lang ainsi que dans la revue Paragrana.

## Œuvre
Son œuvre a développé une critique systématique des pragmatiques du langage afin de restaurer l’usage philosophique du jugement de vérité dans le dialogue aussi bien que dans la logique. L’âge pragmatique ou l’expérimentation totale (1991) situe ces pragmatiques comme tentatives de maîtriser par le consensus les crises d’incertitude produits par l’expérimentation totale de l’être humain. La loi de vérité ou la logique philosophique du jugement (1993) remet le jugement de critique philosophique au travail. La neutralisation du jugement ou la critique pragmatique de la raison politique (1993) et La condition démocratique (1998) rapportent l’impuissance de ces pragmatiques à juguler le scepticisme social généré par l’expérimentation libérale à ses effets : la réflexivité chronique de l’éthique du consensus et à la ritualisation des législations démocratiques de la vie politique. 
Les possédés du vrai ou l’enchaînement pragmatique de l’esprit (1998) diagnostique la rechute de ces pragmatiques dans les apories de la philosophie de la conscience des temps modernes. De l’homme. Éléments d’anthropobiologie philosophique du langage (2001) guérit du dualisme cartésien qui inspirait encore ces pragmatiques en retraçant la dynamique de vérité propre à la culture et aux institutions. Die Neue Moderne. Jenseits von Pragmatik und Postmoderne (2011) montre comment le différend actuel des cultures ne peut être surmonté qu’en reconnaissant la logique philosophique qui les anime. Peut-on guérir de la mondialisation ? (2017) propose une thérapie philosophique de l’autisme économico-politique des démocraties économiques.
Ce combat personnel pour l’usage du jugement de vérité n’a pris tout son sens qu’en développant dans la discussion du philosophe avec ses adversaires pragmaticiens (et philosophes malgré eux)[Interprétation personnelle ?] un horizon de critique mutuelle. Seul un tel horizon permettait de reconnaître que leurs objectifs ne pouvaient être atteints qu’en restaurant cet usage du jugement de vérité non seulement dans la discussion philosophique spécialisée, mais également dans la pratique de cet usage dans la vie humaine. La publication des résultats de ces discussion permet d’identifier les principaux repères de construction de cet horizon dans les ouvrages suivants[Interprétation personnelle ?] : Le partage de la vérité. Critiques du jugement philosophique (1991), Critique de la raison phénoménologique. La transformation pragmatique (1991), Lieux et transformations de la philosophie (1991), De la vérité. Pragmatisme, historicisme et relativisme (1992), Penser après Heidegger (1992), L’identité philosophique européenne (1993), Qu’est-ce que la justice (1996), La modernité en questions chez R. Rorty et J. Habermas (1998), L’agir philosophique dans le dialogue transculturel (2006), Die Künste im Dialog der Kulturen. Europa und seine muslimischen Nachbarn (2007), Erziehung und Democratie. Europäische, muslimische und arabische Länder im Dialog (2009), Pour une démocratie transculturelle (2010), Violence, Religion et Dialogue interculturel. Perspectives euroméditerranéennes (2010), La reconstruction transculturelle de la justice. Mondialisation, communautés et individus (2011), Passages de Jean-François Lyotard (2011), Richard Rorty ou l’esprit du temps (2012), Recherches d’esthétique transculturelle 1 (2014), L’art comme figure du bonheur. Traversées transculturelles (2016), Recherches d’esthétique transculturelle 2 (2016).

## Philosophie

### Expérimentation totale et pragmatiques du langage
Son œuvre s'est forgée face aux problèmes posés à la philosophie par l'expérimentation totale de l'homme et du monde : par l'expérimentation à la fois de sa mathesis universalis et de la sapientia universalis inscrite dans les systèmes juridiques, moraux et politiques hérités de la modernité. Le hiatus qui séparait la raison théorique et la raison pratique des modernes n’a été, pour lui, que renforcé par la façon dont on a transféré dans les sociétés industrielles l'expérimentation scientifique dans la vie sociale et psychique pour en faire la forme de vie qui doit régler toutes les autres. Comme le scientifique interroge le monde visible par l'expérimentation physique des choses pour lui faire confirmer ou réfuter son hypothèse et érige ainsi ce monde en instance de jugement transcendante, l’expérimentation de l’être humain y est devenue totale et s'est transformée en la seule forme de vie qui puisse prétendre régler toutes les autres. Cette transformation a consisté à interroger cette fois le consensus avec autrui comme s'il constituait la seule instance transcendante aux individus et aux groupes qui soit habilitée à régler les actions de l'homme et à légitimer ses désirs par le biais de la communication. Comme la compréhension arrive ou n'arrive pas indépendamment du désir qu'expriment les individus de la produire en parlant, de même l'adhérence qui se fait jour ou ne parvient pas à advenir dans un consensus semble constituer un événement indisponible à la volonté qu'ont les interlocuteurs de la produire et donc, porteur d’objectivité. Cette expérimentation a remis en question la validité de tous les a priori institutionnels, qu'ils soient juridiques, moraux ou politiques, car elle les a fait paraître rétrospectivement tous aussi arbitraires les uns que les autres. Mais le problème demeure que tous les faits de confirmation scientifique ont la même valeur de vérité, qu'ils soutiennent ou non les théories les plus contradictoires. Il en va de même pour le consensus social érigé en instance de régulation des démocraties. Bien qu'il s'impose comme une instance à respecter aussi inconditionnellement que l'étaient les Tiers sacrés pour l'homme archaïque, les normes particulières qu'on lui demande de valider semblent aussi arbitraires que les impératifs et les interdits hérités des sociétés archaïques. Face à une agnosie scientiste émerge alors une apraxie démocratique, faite de décharges pulsionnelles et de rites formels de procédure.[réf. nécessaire]
Les pragmatiques du langage appréhendent ces crises cognitives et pratiques comme les résultats de simples faiblesses de la volonté consciente, collective et individuelle auxquelles il suffirait de rappeler que même si les institutions juridiques, morales et politiques dérivent de consensus arbitraires, l’usage du langage permet de faire valoir des lois objectives, inscrites dans l’usage des vocabulaires et de grammaires, et auxquelles on ne saurait se dérober sans rendre dépourvue de sens la vie humaine. C’est ainsi que l'éclatement des sciences, la crise de leurs fondements et la reconnaissance des limitations internes aux formalismes logico-mathématiques ont suscité la formation des pragmatiques scientifiques de C.S. Peirce, de Ludwig Wittgenstein et de S. Kripke. 
La crise des institutions européennes, devenue patente lors des deux guerres mondiales, a conduit Austin, Grice et Searle à décrire les lois de la seule institution qui ait pu demeurer valide et continuer à régler la vie humaine alors que disparaissaient toutes les autres : l'institution recueillant l'ensemble des règles guidant l'usage des actes de langage dans toute langue naturelle. La crise mondiale d'injustice sociale qui a affecté le libéralisme nord-américain tout comme le capitalisme d'État soviétique et a partagé le monde en pays riches et en pays pauvres, a fait naître les pragmatiques éthiques et politiques de K.-O. Apel et de J. Habermas. La psychologisation des problèmes sociaux non réglés, provoquée par l'érosion expérimentale des institutions et le scepticisme éthique, a surchargé un psychisme déjà malmené dans ses efforts d'orientation cognitive. Son aggravation a été décrite par A. Gehlen et F. Kainz comme une neutralisation progressive, mais inéluctable de la culture, du psychisme et des institutions. Leur pragmatique anthropobiologique a montré que l’être humain n’a pu se rendre la vie possible qu’en inventant l’usage du langage. Elle a établi que l'homme avait toujours déjà surmonté le dualisme de l'âme et du corps en parlant : il s’est donné le langage pour pouvoir voir, agir, connaître, désirer et accéder à quelque bonheur que ce soit. Ces effets de neutralisation du psychisme et des institutions leur ont paru s'imposer dès les années 1950 comme une perte du sens de la réalité et comme un refuge autistique dans des comportements rigides ou stéréotypés, que ceux-ci soient idéomoteurs ou purement cognitifs. Les événements significatifs qui se sont imposés à la vie culturelle des années 1950 à 90 ont trop souvent confirmé ces analyses, traduites par Jürgen Habermas dès les années 1970 dans le vocabulaire de la sociologie de l’action comme crises de rationalité, de légitimation et de motivation. 
C'est pour affronter ces malheurs de civilisation que les disciplines pragmatiques ont cru pouvoir et devoir se substituer à la philosophie. Elles se sont présentées comme les sciences d'un langage dont l'usage est présumé régler la connaissance, l'action et le désir. Leurs descriptions des règles et des lois d'usage du langage ont force prescriptive dès lors qu'elles sont vraies : ne retraçaient-elles pas les règles et les lois que nous suivons déjà pour nous comprendre et nous entendre, pour nous transmettre les croyances, les désirs et les intentions d'agir qui nous animent ? Bien qu’elles aient identifié la communication comme l’espace d’expérimentation contemporaine de l’être humain, ces disciplines, en faisant abstraction des jugements de vérité des énoncés et d'objectivité des perceptions, des actions et des désirs qui s'y expriment, ont eu beau prétendre maîtriser l'expérimentation totale du monde et de l'homme, elles n’ont fait que renforcer et systématiser les effets agnosiques et apraxiques de cette dernière.[réf. nécessaire]
La raison en est simple. Parce que ces pragmatiques restaient tributaires de la conscience de parole et de la différenciation qu'opère celle-ci entre conscience du sens, conscience de vérité et conscience des effets pragmatiques du langage (où l'on fait croire, agir ou désirer autrui), la façon dont elles ont accordé  un statut scientifique à cette différenciation en distinguant syntaxe, sémantique et pragmatique du langage les a vouées à projeter dans la conscience d'énonciation la séparation cartésienne de l'âme et du corps qu'elles présupposaient. Elles les contraignaient à y absolutiser le clivage de l'esprit et de la force ainsi qu'à transformer le consensus désiré en force de régulation inobjectivable, transcendante et indisponible. Pensée et représentation de parole y demeurent conçues de façon platonicienne comme productions spontanées d'un désir : du désir de communication, qu'il reviendrait au consensus et à la réflexion individuelle de maîtriser et de régler par après. Mais puisque les résultats de ce consensus et de cette réflexion adviennent comme résultats des jugements collectifs et individuels sans qu'on puisse en programmer auparavant l'occurrence comme accord ou comme désaccords, l'auto-affection de la pensée par elle-même à laquelle on réduit l'acte de juger et l'auto-affection collective qu'est le consensus sont toutes deux pensées comme des forces aussi aveugles que les désirs de pensée et de parole qu'elles sont présumées régler.[réf. nécessaire]

### L’usage du jugement de vérité et la loi de vérité
Pour rétablir le rôle fondateur du jugement tout en gardant à l’esprit l’objectif principal de ces pragmatiques, il fallait pouvoir corriger l’anthropologie pragmatique du dialogue en rétablissant l’usage philosophique de ce jugement dans l’usage même des sons : comme force de présentation sensible et intellectuelle d’accès au monde et à l’être humain mettant en relation l’énonciateur que chacun est avec l’allocutaire de soi et d’autrui que chacun est également. Le philosophe a établi qu’il était effectivement possible de montrer que le langage conditionne chez l'homme la possibilité de voir, de percevoir, de désirer, d'agir, de jouir et de penser et qu'il n'y parvient qu'en instaurant une expérience de connaissance qui n’engendre quelque conscience d'elle-même que ce soit qu'en faisant reconnaître l'objectivité de l'expérience qu'elle rend possible. C'est comme expérience de connaissance forgée dans le jugement et formulée dans l'assertion que l'usage de la parole met face à l'objectivité des expériences de perception, d'action et de désir qu'elle rend possibles : en présentant celles-ci, en faisant juger de leur objectivité réelle et en faisant partager la vérité des assertions exprimant cette connaissance. Ce partage repose en effet sur une organisation phono-auditive de l'expérience qui est universelle et imprègne la sensibilité visuelle et motrice malgré la diversité des langues.  Il lui a fallu démontrer qu’on ne peut se mettre face à quelque réalité que ce soit, y compris face à la réalité de ce qu'on est en parlant, en désirant, en agissant ou en percevant, qu'en pensant vraie la proposition par laquelle on objective les choses, leurs relations mutuelles ainsi que la façon dont on le fait. Il lui fallait donc contredire pragmaticiens et herméneutes en allant jusqu'à dire qu'on ne peut penser une proposition sans la penser vraie.[réf. nécessaire]
Parce que l'on ne peut affirmer la vérité d'une proposition à propos d'une réalité sans penser que cette dernière est conforme à ce qu'on pense alors, parce que l'on ne peut penser à une action sans se la représenter propositionnellement et sans penser qu'il est aussi vrai qu'elle est à exécuter qu'on a dû la penser être telle pour avoir pu y penser, parce que l'on ne peut désirer ses désirs sans être en harmonie avec leur satisfaction le temps de pouvoir les penser, la compréhension de la proposition par laquelle advient cette représentation de connaissance, d'action ou de désir n'est elle-même possible que parce qu'on la pense vraie et qu’on pense être celui qui désire ce désir. Cette loi de vérité ne conditionne pas seulement la production de la pensée d'une proposition, elle en conditionne également la réception qu'on en a comme allocutaire de soi-même tout comme elle conditionne celle qu'en a autrui lorsqu'on lui fait penser ce qu'on pense en lui parlant. On ne peut comprendre sa propre proposition qu'en la pensant et en la reconnaissant aussi vraie qu'on a dû la penser vraie pour pouvoir la penser. La Loi de vérité s'avère bien en effet être une loi qui contraint à juger de la vérité des propositions et de l'objectivité de l'expérience. Elle n'est pas réductible à une simple règle qu'il serait loisible de suivre ou de ne pas suivre car elle oblige à juger si ce qu'on a dû penser vrai pour pouvoir le penser, est effectivement aussi vrai ou aussi faux qu'on a dû le penser vrai car on la suit nécessairement pour se présenter quelque expérience que ce soit, qu’elle soit de connaissance, d’action ou de désir. Elle oblige à juger de la vérité de tout énoncé, qu'il soit descriptif ou prescriptif, qu'il exprime un désir, un affect ou un vouloir tout comme elle oblige à juger de l'objectivité des consensus et des différends ainsi que de l'objectivité de l'accord avec soi dont on jouit dans les croyances, dans l'adhésion à des intentions d'agir et dans les désirs. Elle contraint à considérer toute énonciation et toute pensée comme une sorte d'assertion dès lors que l'on sait que la pensée n'est qu'une écoute de l'écoute de ce qu'on se dit à soi-même.[réf. nécessaire]
Le philosophe retrouve ainsi l'une des découvertes qu'avait fait valoir E. Kant dans sa logique transcendantale lorsqu'il parlait de « vérité transcendantale » et de jugement synthétique a priori. Mais Kant considérait l'expérience du fait de penser comme une donnée de la nature humaine et devait se résigner à traiter l'entendement, l'imagination et la faculté de juger comme des facultés présentes à quelque degré en tout homme sans pouvoir dire d'où elles lui venaient, ni comment elles pouvaient régler la sensibilité, les produits de son imagination et ses désirs. Ce qui change aujourd'hui est que cette formulation de la loi de vérité nous met en mesure de remettre la philosophie à l'heure de la science : à l'heure de ce qu'on sait de l'homme comme être vivant qui n'a pu se rendre la vie possible qu'en parlant. On sait que c'est en projetant dans la réalité l'harmonie qu'il éprouve entre la conscience d'émettre un son et celle de l'entendre, qu'il se rend apte à voir, à percevoir et à agir. En articulant le prédicat au sujet, en identifiant le référent à sa propriété ou en le rapportant aux relations qu'il entretient avec les autres référents, l'énonciateur identifie comme être pensant et perceptif ce que c'est que d'exister pour ce référent. Il se fait donc juger, par exemple, si exister pour ce dont il parle, c'est être effectivement ce qu'il s'en fait voir en pensant ce qu'il dit. Aussi ne peut-il déléguer à la seule confirmation expérimentale du visible le soin de juger ses hypothèses et ses jugements à sa place. Le fait que la neige soit blanche, ce fait favori des logiciens, ne suffit pas à lui faire connaître si exister pour la neige, c'est être blanche. Ce fait ne suffit pas à lui faire reconnaître si exister pour elle est identifiable au mode d'existence sous lequel elle apparaît à ses yeux. Seul l'exercice du jugement de vérité et son partage produisent et justifient la reconnaissance commune de la vérité des assertions scientifiques et de l'objectivité des expériences qu'on s'y rend possibles.[réf. nécessaire]
On ne saurait donc réduire le jugement de vérité à la conscience de l'harmonie qui advient entre nos hypothèses et le monde visible. Mais il n'est pas davantage admissible de réduire l'acte de parole qu'on produit à sa force performative ou magique de produire la promesse, l'ordre ou le conseil qu'on énonce et du seul fait qu’on l’énonce. Les théories des actes de langage (ou speech-acts) traitent pourtant l'acte illocutoire comme si, parmi toutes les actions humaines, celui-ci ne se différenciait des autres et n'exprimait ainsi que ce qui est spécifiquement humain,  que par cet étrange pouvoir magique de se produire lui-même du seul fait qu'il s'énonce en s' auto-désignant, chargé qu'il serait des conventions qui autorisent l'énonciateur à en juger la production appropriée lorsqu'il a les croyances, les intentions d'agir et les désirs qu'il faut. Il suffit de redécrire les actes d'ordre, de promesse, de condamnation, de félicitation ou d'excuse comme des modes d'assertion pour qu'il apparaisse impossible de s'y dispenser de juger tant de l'objectivité des actions promises, ordonnées, condamnées ou conseillées que de l'objectivité de l'acte d'ordonner, de condamner ou de conseiller qu'on opère alors et dont on fait son mode d'existence. En rétablissant ainsi l'exercice du jugement de vérité en toute énonciation et en toute pensée, en y soumettant connaissance, action, désir et affect à la loi de vérité, on  se garde de toute rechute dans l'animisme positiviste propre à l'expérimentation totale, mais on n’en réalise pas moins l'enjeu puisqu'on s'y contraint à juger si la connaissance, l'action, le désir ou l'affect qu'on y objective et à quoi on s'identifie, est bien effectivement la condition objective d'existence à laquelle on a dû s'identifier pour avoir pu y penser. On étend également ainsi la révolution copernicienne que Kant proclamait dans le domaine de la connaissance, aux domaines de l'action, de l'imagination et du désir.[réf. nécessaire]
- dans l'un, a été construite une théorie philosophique du langage où ont été développés les différentes applications de la loi de vérité dans les différents domaines investis habituellement par les pragmatiques du langage (logique mathématique, théorie de la science, éthique philosophique et théorie de la politique, anthropologie du langage), voire par la psychologie cognitive ;
- dans l'autre, il y a été procédé à une réfutation thérapeutique de la raison pragmatique : de cette raison à laquelle on s'identifie spontanément et objectivement dès lors qu'on s'adonne à l'expérimentation totale de l'homme et de l'univers, avec les meilleures bonnes intentions possibles, mais sans en connaître la loi. La croyance en la possibilité de se transformer directement soi-même en consensus incarné produit en effet déjà dans la vie sociale et dans la vie mentale, la guerre du jugement, la psychologisation des problèmes sociaux non réglés par la communication télépathique des croyances et des désirs. Les dispositifs linguistiques de connaissance du monde et de reconnaissance mutuelle s'y transforment en circuits de déchaînement d'affects d'incertitude et de passions (dans la vie collective comme dans la vie privée) et donnent aux démocraties économiques tous les caractères d’un chamanisme autistique ou les mimes des diverses crises autorisent PDG et politiciens à accéder à toutes les actions consommatoires accessibles dans les sociétés industrielles et post-industrielles. Tel est le salaire d'une expérimentation aveugle de soi où l'on fuit la seule réalité qu'on puisse être, celle du juge de la vérité de ses propres pensées ainsi que de l'objectivité des expériences de connaissance, d'action ou de désir qu'on y fait.

La réduction pragmatique du consensus à sa force d'accord ou de désaccord rend en effet impossible l'expérience de la communication comme elle rend impossible toute expérience scientifique, juridique, éthique ou politique car elle en ôte ce qui permet à l'acte de langage d'être un acte et ce qui donne force de loi au consensus : elle en ôte le jugement de vérité qui l'habite. Réaliser l'enjeu de l'expérimentation totale de l'homme et du monde par le langage en soumettant l'usage de celui-ci à la loi de vérité, c'est réintroduire le temps du jugement philosophique à l'âge de la science. Car on montre que le jugement philosophique n'est au cœur de la science, de l'éthique et de la politique que parce qu'il est au cœur de tout acte de langage et de communication. Il ne peut s'y dénier lui-même comme tel qu'en annihilant toute possibilité d'expérience. Le jugement dont on asserte la vérité en toute énonciation ne repose en effet, comme tout jugement philosophique, que sur son propre exercice, sur le partage de vérité qu'est tout dialogue véritable ainsi que sur les expériences qu'il distingue de lui-même en les déclarant aussi objectives que lui-même et en les faisant juger comme telles.[réf. nécessaire]
La philosophie ainsi développée ne fait reconnaître dans l’usage du langage, dans la culture et dans les institutions, que le mouvement de jugement critique qui l'anime elle-même. Elle montre qu’en effet tout usage du langage ne permet de construire toute autre expérience qu'en mimant ce mouvement critique du discours philosophique et en faisant ainsi juger de l'objectivité du phénomène indissociablement sensible et intellectuel en présence duquel il met. Aussi peut-elle à la fois faire reconnaître la possibilité de réaliser l'enjeu de cette expérimentation totale de l'homme et du monde dans l'horizon de chaque tradition philosophique et faire admettre les limitations non nécessaires qui y entourent l'exercice du jugement lorsque celui-ci tente de s'approprier une fois pour toutes ses propres résultats en les programmant pragmatiquement sous la forme de tel ou tel système de règles logiques et linguistiques ou de normes éthico-politiques. Car c'est ainsi que la philosophie pragmatique se voue elle-même à l'échec en se déniant pragmatiquement à elle-même le pouvoir de jugement qu'elle déploie lorsqu'elle assimile l’usage de ce dernier à la maîtrise d'une méthode. C'est également la reconnaissance graduelle de cette dynamique logique et philosophique de la vérité, propre à l'usage du langage, a permis d’instaurer l’espace inédit d’une discussion philosophique internationale, pour tenter de faire sortir les philosophes américains de la fausse alternative entre behaviorisme et  psychologie cognitive, pour dissoudre la crispation des philosophes allemands dans leur volonté de fonder la raison elle-même sur l'éthique et pour rendre au jugement critique, promu traditionnellement par la philosophie française du jugement et de la réflexion, son aptitude à construire une communauté de communication dans le respect le plus strict de l'autonomie de jugement des partenaires sociaux.[réf. nécessaire]

### L’anthropologie de l’imagination et l’esthétique artistique de la culture
L’anthropologie contemporaine du langage n’a pas seulement éclairé l’usage du jugement dans la parole et la pensée, elle a aussi, aux yeux du philosophe, bouleversé les repères de l’esthétique : en retraçant la dynamique de la communication à la base de toute expérience, elle a montré que l’avorton chronique qu’est l’être humain a dû, pour pouvoir vivre, se fixer au langage en faisant parler le monde pour y retrouver le bonheur pris à l’écoute de la voix de la mère dans l’écoute intra-utérine. Elle permet donc d’interroger l’impensé des pragmatiques du langage : la dynamique d’expérimentation mentale mobilisée pour rendre compte des désirs de vérité exprimés dans les hypothèses scientifiques aussi bien que dans les hypothèses de vie sociale expérimentées dans le consensus démocratique. Car le concept d’expérimentation n’est en ce domaine qu’un concept tronqué, qu’un cache-misère : l’ignorance où l’on demeure concernant la source de créativité qui fait jaillir ces expressions novatrices de désirs de vérité. Cette interrogation permet de coupler à l’anthropobiologie de l’énonciation de Gehlen et Kainz, l’audio-phonologie d’A. Tomatis qui a démontré l’orientation de la position de la voix par l’ouïe. Projeté dans le monde, ce mouvement originaire d’émission et de réception des sons lui a permis de se fixer à des réalités et d’y trouver ce qui l’intéresse et le réjouit dans ces réalités. Car, pour utiliser, par exemple, ses yeux, il doit projeter dans la vision ce mouvement d’émission et de réception propre au langage, prêtant à ses perceptions visuelles une valeur aussi gratifiante qu’il prête aux sons qu’il émet et qu’il reçoit, s’imaginant ainsi recevoir la parole du monde lui-même. Cet usage du langage, appelé « prosopopée » par G. d’Humboldt, se transfère ainsi en toute perception sensible : il anime l’aisthesis elle-même et par suite, toute perception qu’elle soit physique et/ou culturelle mais il règle aussi la puissance de créativité culturelle de chacun.[réf. nécessaire]
Cette créativité culturelle est analogue à celle de l’art. Distincte des expériences perceptives et motrices quotidiennes, l’expérience de l’art a trouvé sa dynamique spécifique dans la recherche systématique de toutes les expérimentations du monde, de nous-mêmes et des autres qui nous parlent en nous gratifiant à la façon de la voix de la mère : en nous répondant de façon nécessairement favorable, dans le sentiment du bonheur. Aussi s’est-elle tout d’abord découverte comme telle dans l’expérience du sacré, puis dans la poésie. Et les différents arts n’ont fait que développer cette découverte. Car l’expérience d’écouter le monde qu’on fait parler n’est pas seulement gratifiante, elle nous permet d’accéder à sa réalité et aux réalités diverses qu’il contient comme autant de réalités qui nous gratifient en raison de leur réalité. L’expérience hédonique de dialogue avec le monde n’est donc hédoniquement gratifiante que pour autant qu’elle s’avère aussi cognitive : elle nous permet de reconnaître les réalités comme telles et comme aussi gratifiantes et satisfaisantes que la réalité du monde. Et dans l’expérience qu’il fait de lui-même, l’être humain s’appuie également sur cette double réalité de réponse gratifiante pour s’orienter et se dévoiler peu à peu à lui-même la réalité qu’il désire être et dans laquelle il peut se réjouir de lui-même et d’autrui comme d’un être qui accède à sa propre réalité, à son propre bonheur et par conséquent, à son propre achèvement culturel.[réf. nécessaire]
L’autonomie de cette expérience s’est imposée à lui avec le rejet du sacré et des mythes religieux, opéré par Les Lumières. Elle s’était manifestée comme telle durant la Renaissance, puis dans la Modernité comme lieu de reconnaissance de sa propre vérité, comme lieu de vérité de ce qu’est l’être humain comme magicien du verbe. Le romantisme allemand, avec Novalis et Schelling, a révélé que la dynamique dialogique de l’art n’était pas seulement celle de l’art, mais qu’elle déterminait aussi la dynamique de la vie mentale et sociale humaine : en étant à la source de son imagination créatrice comme elle l’est de son imagination reproductrice, dans l’investigation de la mémoire à l’aide des souvenirs.[réf. nécessaire]
Cette imagination créatrice est demeurée « l’art caché dans les profondeurs de l’âme humaine » tant qu’on l’a réduite, à la suite de Kant, à une imagination schématique, visuelle ou picturale. En découvrant que l’imagination humaine est dialogique, on n’a pas mis seulement en lumière que le renouvellement de la vie mentale n’était pas réductible à ce flux de mise en séquences d’états d’âme qu’elle a l’air d’être pour la conscience qui en prend conscience, on a compris que le dialogue avec soi qu’était déjà l’âme pour Platon donnait la loi du renouvellement temporel de la conscience. Il engendre en elle la renaissance perpétuelle du temps comme loi de la psyché. La création artistique des figures de bonheur guide en effet déjà le choix de ces « états d’âme » dans lesquels l’être humain désire se reconnaître, de s’y reconnaître aussi heureux qu’il est heureux de se délecter de la beauté d’une œuvre d’art ou de l’accord d’autrui.[réf. nécessaire]
Mais ce dialogue avec soi n’est pas pure jouissance de soi dans l’invention de ses formes de vie : l’être humain n’atteint sa destination qu’en jugeant s’il est effectivement ou non ces formes de vie et le bonheur dont il y jouit, en reconnaissant qu’elles répondent à ses attentes de bonheur. Car il a à juger s’il est aussi effectivement ces formes de réharmonisation esthétique avec soi, avec autrui et avec le monde qu’il a dû imaginer qu’il l’était pour avoir pu les imaginer, leur donner existence et s’y donner à lui-même existence en elles. La culture n’est rien d’autre que la production du développement de soi et du partage de ce dialogue opérée à l’aide de cette réharmonisation créatrice de soi et du monde et de l’exercice de ce jugement.  L’anthropologie de l’esthétique se doit donc d’élargir l’esthétique en restituant au jugement esthétique sa portée cognitive à la façon dont la vie sociale et politique se juge elle-même lorsqu’elle discerne ses propres échecs et réharmonise le monde social et politique en conséquence. Cet élargissement nécessaire est parallèle à celui que la critique des pragmatiques du langage a opéré en restaurant l’usage du jugement de vérité dans le dialogue.[réf. nécessaire]
Cette esthétique du bonheur, irréductible à la seule esthétique du beau, contraint en effet à réinterpréter le jugement esthétique comme modèle de sensibilisation d’une raison conçue comme faculté de désirer supérieure. Car depuis la modernité, cette esthétique du bonheur semble se réduire à l’esthétique du beau. L’art y est présumé présenter la figuration du désir et du bonheur qui appelle irrésistiblement l’identification à elle des individus qui la produisent et en reconnaissent la beauté du seul fait que cette figuration anticipe la satisfaction qu’ils ne peuvent pas ne pas désirer en obtenir. La réception de cette figure par l’artiste aussi bien que par ses récepteurs doit s’imposer d’elle-même, sans le détour d’un concept, du seul fait qu’elle ait été reçue et comprise de façon gratifiante, abstraction faite de son instanciation dans la réalité ou dans l’action.[réf. nécessaire]
C’est cette expérience « réfléchissante » de production et de réception de la figuration artistique qui s’est prise elle-même pour objet d’expérience et d’appropriation directe des effets de cette expérience dans les différentes transformations pragmatiques de l’art. Cela appert avec évidence à travers l’évolution exemplaire de la peinture du début du XXe siècle, de l’impressionnisme et du cubisme jusqu’à l’art dit abstrait. Ces transformations peuvent se lire comme des adaptations du moyen de figuration esthétique au but de la jouissance esthétique : l’œuvre d’art est belle si et seulement si elle permet de jouir de l’expérience esthétique du seul fait qu’on l’ait programmée comme telle, qu’on la perçoive comme telle et qu’on ait conscience de la percevoir effectivement comme telle.[réf. nécessaire]
Cette transformation pragmatique de l’art due à l’adaptation nécessaire du moyen de figuration au but de jouissance esthétique n’est pas propre à l’art : elle s’est insérée dans un phénomène plus fondamental et généralisé, celui de l’expérimentation contemporaine de l’homme et du monde par la communication. On expérimente en toute communication, qu’elle soit quotidienne, scientifique ou politique, sa propre fixation et celle d’autrui aux croyances, aux désirs et aux intentions d’agir qui y sont exprimées, à la façon dont l’art expérimente l’adhérence esthétique de ses récepteurs au sentiment du beau. Car l’expérimentation du consensus et l’expérimentation de la jouissance esthétique font toutes deux intervenir une instance d’adhérence gratifiante d’accord avec soi et avec autrui qui transcende le désir qu’ont les individus de la produire : celle-ci s’avère indépendante de leur vouloir, comme l’instance du monde visible expérimentée dans la confirmation ou la falsification des hypothèses scientifiques semble être indépendante du désir qu’ont les scientifiques de lui voir confirmer leurs hypothèses.[réf. nécessaire]
L’adhérence collective de consensus et l’adhérence individuelle de croyance, de désir ou d’intention aux représentations verbales de la connaissance, de l’action et de la satisfaction des désirs semblent toutes advenir comme un événement transcendant le vouloir des individus : elles miment ainsi la délectation esthétique du beau ou du sublime qui advient comme un événement gratifiant de reconnaissance de soi et d’autrui dans l’œuvre et qui s’impose indépendamment du désir qu’a l’artiste d’en jouir et d’en faire jouir. Le problème que rencontrent de façon semblable l’être humain contemporain et l’artiste tient à l’aveuglement de cette instance du consensus scientifique, éthique, politique et esthétique, d’une part, et à l’aveuglement de l’expérimentation de la jouissance artistique, d’autre part. Ce consensus et cette gratification artistiques se produisent en effet abstraction faite de tout jugement d’objectivité tout comme advient aveuglément la fixation au consensus expérimental, qu’il soit scientifique social ou politique. Aussi la transformation pragmatique de l’art à l’âge pragmatique consiste-t-elle à figurer et à généraliser comme réalité d’homme cette raison esthétique elle-même, comme pouvoir de réaliser l’idée en s’en faisant affecter. La magie artistique semble, dans ce contexte, constituer le modèle de l’expérimentation totale de l’homme par la communication. La transformation pragmatique de l’art se manifeste ainsi solidaire d’une esthétisation généralisée de la vie humaine et d’une absolutisation de l’imaginaire où l’homme veut jouir de la production de lui-même à la façon dont il jouit de la production de l’œuvre d’art.[réf. nécessaire]
Appréhendée comme pouvoir de réaliser l’idée en s’en faisant affecter, la magie artistique, devenue modèle de l’expérimentation de l’être humain par lui-même, prétend émanciper individus et collectivités en les rendant créatifs. Projeté dans la formation culturelle de soi et d’autrui, cette magie artistique rend cette culture aveugle et la gratification de la reconnaissance de soi et d’autrui purement hédonique car lorsque le mouvement de jugement est refoulé comme il l’est à l’âge pragmatique où l’on ne jouit que d’un consensus sans jugement, on arrête d’y parler et de faire parler ce monde. De même on y rend l’art et la culture autistiques : refoulement du jugement de vérité et réjouissance artistique y prennent l’allure de la désymbolisation et du refoulement du réalisme dans l’évolution de la peinture qui va de l’impressionnisme et du cubisme jusqu’à l’art dit abstrait. Mais puisque ce refoulement ne produit qu’une maladie de la réflexion, il laisse inentamé et inattaqué l’usage du jugement dans la poésie aussi bien que dans tout art qui parvient à être poétique puisqu’il ne peut faire disparaître ce mouvement de créativité d’harmonie qui est à l’origine du langage et de l’art. Aussi, même lorsque la poésie se trouve contrainte de découvrir la mythologie de la créativité qui l’apparentait, dans le romantisme, à la créativité animiste de l’enfant et de l’homme du sacré, même lorsqu’elle découvre comme elle le fait chez Paul Celan l’aboutissement autistique et stérilisateur de l’idéal romantique de l’artiste, elle ne peut juger poétiquement de la réalité de la désintégration contemporaine, en elle, de cet idéal qu’en faisant jouir de la vérité de son jugement : qu’en faisant reconnaître qu’il est bien vrai qu’il soit faux que l’homme puisse vivre et jouir de cette prosopopée poétique sans jugement. La restauration de la vérité de ce jugement s’avère ainsi aussi essentielle à la créativité artistique qu’elle l’est à la culture de soi, d’autrui et du monde qu’on tente d’y faire advenir.[réf. nécessaire]

## Publications

### Ouvrages individuels
- Logique et Religion. L'Atomisme logique de L. Wittgenstein et la possibilité des propositions religieuses suivi de Logic and Religion : A Shortened and Adapted Version, Mouton, 1973.
- L'Âge pragmatique ou l'expérimentation totale, L'Harmattan, 1991.
- La Loi de vérité ou la Logique philosophique du jugement, Albin Michel, 1993.
- La Neutralisation du jugement ou la Critique pragmatique de la raison politique, L'Harmattan, 1993.
- La Condition démocratique, L'Harmattan, 1998.
- Les Possédés du vrai ou l’Enchaînement pragmatique de l’esprit, éd. du Cerf, 1998.
- De l'homme. Éléments d'anthropobiologie philosophique du langage, éd. du Cerf, 2001.
- (de) Die neue Moderne, éd. Peter Lang, 2012.
- Peut-on guérir de la mondialisation?, Hermann, 2017.

### Ouvrages collectifs et recueils
- Critique de la raison phénoménologique. La Transformation pragmatique, éd. du Cerf, 1991.
- Lieux et transformations de la philosophie, Presses de l'Université de Paris 8, 1991.
- Le Partage de la vérité. Critiques du jugement philosophique, L'Harmattan, 1991.
- Penser après Heidegger, L'Harmattan, 1992
- De la vérité. Pragmatisme, Historicisme et Relativisme, Albin Michel, 1992.
- L'Identité philosophique européenne, en coll. avec P. Vermeren, L'Harmattan, 1993.
- Europe - Inde - Postmodernité, en coll. avec R. Ivekovic, éd. Noël Blandin, 1994.
- Qu’est-ce que la justice ? Ou devant l’autel de l’histoire, Presses de l'Université de Vincennes, 1996.
- Penser, au présent, L'Harmattan-DAAD, 1998.
- La Modernité en questions chez R. Rorty et J. Habermas, éd. du Cerf, 1998.
- Guérir de la guerre et juger la paix, L'Harmattan, 1998.
- L’Agir philosophique dans le dialogue transculturel, en coll. avec F. Triki et H.-J. Sandkühler, L’Harmattan, 2006.
- (de) Die Künste und der interkulturelle Dialog, en coll. avec C. Wulf et F. Triki, Akademie Verlag, 2008.
- (de) Menschheit – Humanität - Menschlichkeit, en coll. avec H.-J. Sandkühler et F. Triki, éd. Peter Lang, 2009.
- Les Figures de l’humanité, en coll. avec H.-J. Sandkühler et F. Triki, éd. Peter Lang, 2009.
- Vers une démocratie transculturelle, en coll. avec H.-J.  Sandkühler et F. Triki, L’Harmattan, 2010.
- Violence, religion et dialogue transculturel, en coll. avec C. Wulf et F. Triki, L’Harmattan, 2010.
- (de) Erziehung und Demokratie. Europäische, muslimische und arabische Länder im Dialog, en coll. avec C. Wulf et F. Triki, Akademie Verlag, 2010.
- Justice, Droit et Justification, Perspectives transculturelles, en coll. avec H.-J. Sandkühler et F. Triki, Peter Lang, 2010.
- (de) Gerechtigkeit, Recht und Rechtfertingung in transkultureller Perspective, en coll. avec H.-J. Sandkühler et F. Triki, Peter Lang, 2010.
- Passages de Jean-François Lyotard en coll. avec B. Cany et P. W. Prado, éd Hermann, 2011.
- Philosophie und die UNESCO, en coll. avec P. Vermeren, éd. Peter Lang, 2011.
- Richard Rorty ou l’Esprit du temps, en coll. avec I.-J. Angue Medoux, L’Harmattan, 2012.
- La Reconstruction transculturelle de la justice. Mondialisation, Communautés et Individus, en coll. avec C. Wulf et F. Triki, L’Harmattan, 2013.
- Recherches d’esthétique transculturelle. Tome 1 Notes d’anthropologie esthétique, en coll. avec B. Cany, L’Harmattan, 2014.
- L’Art comme figure du bonheur, en coll. avec B. Cany, Hermann, 2016.
- Recherches d’esthétique transculturelle. Tome 2 Notes d’esthétique anthropologique, en coll. avec B. Cany, L’Harmattan, 2016.